# 유유백서
《유☆유☆백서》(일본어: 幽☆遊☆白書)는 토가시 요시히로의 소년 만화 작품, 또는 그것을 원작으로 한 TV 애니메이션과 영화이다. 장르는 배틀 만화 격이다. 1990년부터 1994년까지 주간 소년 점프(집영사)에서 연재되었다. 코믹스 전 19권, 완전판 전 15권(일본 기준)이다. 애니메이션은 후지테레비에서 1992년 10월 10일부터 1995년 1월 7일까지 방영했다. 모두 112화이다.

## 스토리
주인공인 우라메시 유스케가 차에 치이는 부분에서 시작하여, 다양한 일을 겪고 다시 살아난다. 그 후는 영계탐정으로 활약하고, 요괴등도 등장하게 되었다.
1. 영계탐정 편
교통 사고 현장에 갑자기 유스케가 나타나 사망한 후 나중에 영계 탐정이 되어 4성수를 꺾어야 하는 상황에 처하는 이야기.
2. 암흑무술회 편
토구로 형제에 의해 암흑 무술 대회에 참가하게 된 유스케 일행이 토너먼트를 거쳐 결승전에서 토구로 형제를 꺾는 이야기.
3. 마계의 문 편
토구로 형제를 이긴 후, 누군가가 마계의 문을 열려는 것을 알게 된 유스케 일행이 그것을 저지하기 위해 싸우는 이야기.
4. 마계통일전 편
마계에서 센스이를 이기도록 사주한 라이젠의 존재를 안 후, 유스케 일행이 각각 마계의 3대 세력에게 초대받는 이야기.
5. 각자의 미래
마계 3대 세력의 초대로 마계로 간 유스케 일행이 각자의 방식으로 마계를 평정하고 각자의 미래를 개척해 나가는 이야기.

## 주제가
- OP:〈미소의 폭탄〉(전화, 최종회에서는 ED으로도 사용되었다)
작사: 리 샤우론、작곡・편곡: 마와타리 마츠코/노래: 마와타리 마츠코

- ED1:〈숙제가 끝나지 않아〉（1～29화）
작사: 리 샤우론, 작곡・편곡: 마와타리 마츠코/노래: 마와타리 마츠코
- ED2:〈사요나라 byebye〉（30～59화）
작사：리 샤우론、작곡・편곡: 마와타리 마츠코/노래: 마와타리 마츠코
- ED3〈언밸런스한 Kiss를 하고〉（60～83화）
작사：야마다 히로시、작곡・편곡: 타카하시 히로/노래: 타카하시 히로
- ED4:〈태양이 다시 빛날 때〉（84～102화）
작사・작곡・편곡: 타카하시 히로/노래: 타카하시 히로
- ED5:〈데이드림 제네레이션〉（103～111화）
작사：리 샤우론、작곡・편곡: 마와타리 마츠코/노래: 마와타리 마츠코

## 영화
- 유☆유☆백서 (1993년 7월 10일 공개)
- 유☆유☆백서 명계사투편 불꽃의 인연 (1994년 4월 9일 공개)